# Conde de Sousa Coutinho
Conde de Sousa Coutinho é um título nobiliárquico criado por D. Luís I de Portugal, por Decreto de 28 de Setembro de 1863, em favor de D. Maria das Dores de Sousa Coutinho.
Titulares
1. D. Maria das Dores de Sousa Coutinho, 1.ª Condessa de Sousa Coutinho.